# Bonnebosq
Bonnebosq är en kommun i departementet Calvados i regionen Normandie i norra Frankrike. Kommunen ligger i kantonen Cambremer som ligger i arrondissementet Lisieux. År 2022 hade Bonnebosq 659 invånare.

## Befolkningsutveckling
Antalet invånare i kommunen Bonnebosq
Referens: INSEE